# 川崎逸朗
川崎 逸朗（かわさき いつろう）は、日本のアニメ監督、演出家、脚本家。

## 来歴・人物
東京都出身。代表作に『戦国BASARA』、『鋼殻のレギオス』、『レンタルマギカ』などがある。
タツノコアニメ技術研究所を経て、IGタツノコ（現・Production I.G）草創期からアニメーター・演出として作品に参加。現在は同社及びゼクシズを拠点に活動。
中学3年生の時に宮崎駿監督の『ルパン三世 カリオストロの城』を観てアニメーションの世界を目指すことを決意する。30歳の時に手がけた作品「時空冒険 ぬうまもんじゃ〜」で監督デビューを果たした。
これまでに『劇場版ツバサ・クロニクル 鳥カゴの国の姫君』や『護くんに女神の祝福を!』を監督している。また、監督のほかに絵コンテ、演出として数多くの作品の制作に携わる他、脚本やシリーズ構成を担当することがある。

## 主な参加作品

### テレビアニメ
1985年
- 昭和アホ草紙あかぬけ一番!（1985年 - 1986年、動画）

1986年
- 光の伝説（動画・原画）

1987年
- エスパー魔美（1987年 - 1989年、作画監督）

1989年
- チンプイ（1989年 - 1991年、作画監督）

1990年
- 楽しいムーミン一家（1990年 - 1991年、原画）

1992年
- クレヨンしんちゃん（1992年 - 1998年、絵コンテ・演出）

1996年
- 機動戦艦ナデシコ（1996年 - 1997年、絵コンテ）

1998年
- 爆走兄弟レッツ&ゴー!! MAX（絵コンテ）
- ポポロクロイス物語（1998年 - 1999年、絵コンテ・演出）

1999年
- 週刊ストーリーランド（1999年 - 2001年、絵コンテ・演出）
- アークザラッド（監督・シリーズ構成・絵コンテ・演出）
- ワイルドアームズ トワイライトヴェノム（1999年 - 2000年、監督・シリーズ構成・絵コンテ・演出）

2000年
- ラブひな（絵コンテ・演出）
- サクラ大戦TV（演出）
- ドッとKONIちゃん（絵コンテ・演出）

2001年
- シャーマンキング（絵コンテ）
- ノワール（絵コンテ・演出）
- パラッパラッパー（絵コンテ・演出）
- Cosmic Baton Girl コメットさん☆（絵コンテ）
- ジャングルはいつもハレのちグゥ（絵コンテ）
- まほろまてぃっく（絵コンテ・演出）
- テイルズ オブ エターニア THE ANIMATION（絵コンテ）
- あぃまぃみぃ!ストロベリー・エッグ（絵コンテ）
- テニスの王子様（2001年 - 2002年、絵コンテ）

2002年
- ヒカルの碁（絵コンテ）
- あたしンち（絵コンテ）
- キディ・グレイド（絵コンテ）

2003年
- L/R -Licensed by Royal-（監督・脚本・絵コンテ・演出）
- 攻殻機動隊 STAND ALONE COMPLEX（絵コンテ）
- 円盤皇女ワるきゅーレ 十二月の夜想曲（絵コンテ）
- FIRESTORM（絵コンテ）
- ヤミと帽子と本の旅人（2003年 - 2004年、絵コンテ）

2004年
- Get Ride! アムドライバー（2004年 - 2005年、絵コンテ）
- かいけつゾロリ（絵コンテ・演出）
- 風人物語（絵コンテ・演出）
- 攻殻機動隊 S.A.C. 2nd GIG（絵コンテ・演出）
- 流星戦隊ムスメット（絵コンテ）

2005年-
- ドラえもん（絵コンテ）

2005年
- Canvas2 〜虹色のスケッチ〜（2005年 - 2006年、監督・絵コンテ・演出）

2006年
- 姫様ご用心（絵コンテ）
- 護くんに女神の祝福を!（2006年 - 2007年、監督・絵コンテ）
- シュヴァリエ 〜Le Chevalier D'Eon〜（2006年 - 2007年、絵コンテ・演出）

2007年
- 桃華月憚（絵コンテ）
- ななついろ★ドロップス（絵コンテ）
- ゆめだまや奇談（監督・絵コンテ・演出）
- ながされて藍蘭島（絵コンテ）
- 神霊狩/GHOST HOUND（絵コンテ・演出）
- ムシウタ（絵コンテ）
- レンタルマギカ（2007年 - 2008年、監督・絵コンテ・演出・原画）

2008年
- 我が家のお稲荷さま。（絵コンテ）
- 今日からマ王!（絵コンテ）

2009年
- 鋼殻のレギオス（監督・絵コンテ・演出）
- 戦国BASARA（監督・絵コンテ・演出）
- うみものがたり 〜あなたがいてくれたコト〜（演出）
- WHITE ALBUM（絵コンテ）

2010年
- おまもりひまり（絵コンテ・演出）
- ジュエルペット てぃんくる☆（絵コンテ）
- 伝説の勇者の伝説（監督・脚本・絵コンテ・演出）

2011年
- ジュエルペット サンシャイン（絵コンテ）
- いつか天魔の黒ウサギ（絵コンテ・演出）
- まよチキ!（絵コンテ）
- 未来日記（絵コンテ・演出・原画）

2012年
- パパのいうことを聞きなさい!（監督・絵コンテ・演出）
- シャイニング・ハーツ 〜幸せのパン〜（監督・シリーズ構成・脚本・絵コンテ・演出）
- だから僕は、Hができない。（絵コンテ）
- 黒子のバスケ（絵コンテ）
- PSYCHO-PASS サイコパス（絵コンテ・演出）
- ジュエルペット きら☆デコッ!（絵コンテ）

2013年
- みなみけ ただいま（絵コンテ）
- 八犬伝―東方八犬異聞―（演出）
- 惡の華（作画統括）
- ジュエルペット ハッピネス（絵コンテ）
- 断裁分離のクライムエッジ（絵コンテ）
- ムシブギョー（絵コンテ・演出）
- 八犬伝―東方八犬異聞―（絵コンテ・演出）
- ポケットモンスター THE ORIGIN（監督（1話）・絵コンテ・演出）
- DIABOLIK LOVERS（絵コンテ・演出）
- ぎんぎつね（絵コンテ・演出）
- 最強銀河 究極ゼロ 〜バトルスピリッツ〜（絵コンテ・演出）
- ルパン三世 princess of the breeze 〜隠された空中都市〜（演出）
- ダイヤのA（2013年 - 2014年、演出）
- アウトブレイク・カンパニー（絵コンテ）

2014年
- 未確認で進行形（絵コンテ）
- レディ ジュエルペット（2014年 - 2015年、監督・絵コンテ・演出）
- 幕末Rock（監督・アフレコ演出・絵コンテ）

2015年
- クレヨンしんちゃん（絵コンテ・演出）
- 黒子のバスケ（第3期、絵コンテ）
- うたの☆プリンスさまっ♪ マジLOVEレボリューションズ（絵コンテ）
- バトルスピリッツ 烈火魂（2015年 - 2016年、絵コンテ・演出）
- ダイヤのA -SECOND SEASON-（絵コンテ）
- スタミュ（OP絵コンテ・演出）
- ハイキュー!! セカンドシーズン（絵コンテ・演出）

2016年
- クレヨンしんちゃん（絵コンテ・演出）
- 12歳。〜ちっちゃなムネのトキメキ〜（絵コンテ）
- 坂本ですが?（絵コンテ）
- ツキウタ。 THE ANIMATION（監督・アフレコ演出・シリーズ構成・脚本・絵コンテ・演出）
- カードファイト!! ヴァンガードG NEXT（2016年 - 2017年、監督・絵コンテ・演出・OP絵コンテ）
- 12歳。〜ちっちゃなムネのトキメキ〜 セカンドシーズン（絵コンテ）

2017年
- スタミュ（第2期、OP絵コンテ・演出）
- コンビニカレシ（OP絵コンテ・演出）
- 魔法陣グルグル（絵コンテ）
- カードファイト!! ヴァンガードG Z（2017年 - 2018年、ストーリー監修）

2018年
- 魔法少女 俺（監督・アフレコ演出・シリーズ構成・脚本・絵コンテ・OP絵コンテ・演出・ED絵コンテ・演出）
- 銀河英雄伝説 Die Neue These（絵コンテ）
- カードファイト!! ヴァンガード（2018年 - 2020年、監督・絵コンテ・OP絵コンテ・演出・ED絵コンテ・演出）

2019年
- 不機嫌なモノノケ庵 續（監督・絵コンテ・OP絵コンテ・演出・ED絵コンテ・演出）
- RobiHachi（絵コンテ）
- 真・中華一番!（監督・音響監督・シリーズ構成・脚本・絵コンテ・演出・OP絵コンテ・演出・ED絵コンテ・演出）

2020年
- 織田シナモン信長（OP絵コンテ）
- カードファイト!! ヴァンガード外伝 イフ-if-（監督・シリーズ構成・脚本・絵コンテ・演出・原画）

2021年
- 真・中華一番!（第2期、監督・音響監督・シリーズ構成・脚本・絵コンテ・原画）
- 海賊王女（演出）

2022年
- キャップ革命 ボトルマンDX（2022年 - 2023年、監督・音響監督・脚本・絵コンテ・演出・OP絵コンテ・演出）
- 組長娘と世話係（監督・音響監督・脚本・絵コンテ・OP絵コンテ・ED絵コンテ・演出）

2023年
- 『FLAGLIA』〜なつやすみの物語〜（監督）
- 魔入りました!入間くん（絵コンテ）
- スパイ教室（絵コンテ）
- ニンジャラ（2023年 - 2024年、ED絵コンテ）
- 最果てのパラディン 鉄錆の山の王（絵コンテ）

2024年
- 愚かな天使は悪魔と踊る（監督・音響監督・シリーズ構成・脚本・絵コンテ・演出・原画・第二原画・OP絵コンテ・演出）
- オーイ!とんぼ（絵コンテ）
- 俺は全てを【パリイ】する 〜逆勘違いの世界最強は冒険者になりたい〜（絵コンテ）
- 新テニスの王子様 U-17 WORLD CUP SEMIFINAL（ED絵コンテ・演出）
- ひみつのアイプリ（絵コンテ）

2025年
- ババンババンバンバンパイア（監督・脚本・音響監督・絵コンテ・演出）

### 劇場アニメ
- 劇場版ツバサ・クロニクル 鳥カゴの国の姫君（2005年、監督・脚本）
- 劇場版“文学少女”（2010年、絵コンテ・演出）

### OVA
1988年
- 機動警察パトレイバー（原画）

1991年
- 乙姫CONNECTION（演出・メカニック設定協力）

1992年
- 電影少女 -VIDEO GIRL AI-（演出）

1993年
- ロックマン 星に願いを（絵コンテ・演出）
- ぼくの地球を守って（1993年 - 1994年、監督補佐・演出）

1996年
- BRONZE ZETSUAI since 1989（監督・演出）

2002年
- ラブひな Again（絵コンテ）
- アーケードゲーマーふぶき（演出）
- I'll/CKBC（2002年 - 2003年、監督・絵コンテ・演出）

2013年
- 一撃殺虫!!ホイホイさんLEGACY（監督） - 発売中止
- 黒子のバスケ（絵コンテ）

2015年
- おでまし小魔神フーパ（演出）

### Webアニメ
2016年
- スターフォックス ゼロ ザ・バトル・ビギンズ（副監督）
- ポケモンジェネレーションズ（絵コンテ・演出）

2017年
- 拡張少女系トライナリー（監督・絵コンテ・演出）

2018年
- B：The Beginning（演出）

2020年
- キャップ革命 ボトルマン（2020年 - 2021年、監督・音響監督・絵コンテ・演出）

2021年
- B: Succession（監督）

### ゲーム
- ダブルキャスト（1998年、絵コンテ・演出・脚本）
- サイコメトラーEIJI（1999年、監督・絵コンテ・演出）
- ソニックライダーズ（2006年、監督・絵コンテ・演出）
- ニンジャブレイド（2009年、アニメーション演出）

### その他
- スライム冒険記（1995年、監督）
- 時空冒険 ぬうまもんじゃ〜（1996年、監督）
- 麦子さんと（2013年、実写映画の劇中アニメ「今ドキッ同級生」演出・絵コンテ）

## 出演
- 美佳子@ぱよぱよ（2007年、2008年・299回、351回ゲスト）

## 脚註
1. ↑  アミューズメントメディア総合学院、『鋼殻のレギオス』監督・川崎逸朗氏特別講義開催！
2. ↑  “Canvas2 〜虹色のスケッチ〜 :作品情報”.   アニメハック. 2020年6月15日閲覧。
3. ↑  “レンタルマギカ :作品情報”.   アニメハック. 2020年6月25日閲覧。
4. ↑  “鋼殻のレギオス :作品情報”.   アニメハック. 2020年7月4日閲覧。
5. ↑  “伝説の勇者の伝説 :作品情報”.   アニメハック. 2020年7月18日閲覧。
6. ↑  “アニメとミュージカルがリンクするプロジェクト始動、両方に堂珍嘉邦＆ユナクが出演”. コミックナタリー (ナターシャ). (2022年10月25日) 2022年10月25日閲覧。
7. 1 2 3  “愚かな天使は悪魔と踊る：テレビアニメが2024年放送　内田雄馬が主人公の悪魔に　美少女天使役に佐倉綾音”. まんたんウェブ (MANTAN). (2023年7月26日) 2023年7月26日閲覧。